# Campionati europei di tennistavolo
I Campionati europei di tennistavolo sono una competizione organizzata dalla Unione Europea Tennis Tavolo (European Table Tennis Union) a partire dal 1958. Fino al 2002 la competizione si svolgeva con cadenza biennale negli anni pari, ha in seguito avuto luogo negli anni dispari dal 2003 al 2007, ed infine venne definitivamente organizzata con cadenza annuale dal 2008.
Dal 2009 il titolo di doppio misto fu assegnato in una manifestazione separata e non più assieme agli altri titoli in palio, ma dal 2016 viene nuovamente assegnato assieme agli altri titoli in un'unica manifestazione.

## Titoli in palio
- Individuale maschile e femminile
- Doppio maschile e femminile
- Doppio misto

## Individuale maschile
| Anno | Luogo             | Vincitore          | Finalista           | Semi-finalisti                      |
| ---- | ----------------- | ------------------ | ------------------- | ----------------------------------- |
| 2022 | Monaco di Baviera | Dang Qiu           | Darko Jorgić        | Mattias Falck Kristian Karlsson     |
| 2020 | Varsavia          | Timo Boll          | Dimitrij Ovtcharov  | Mattias Falck Marcos Freitas        |
| 2018 | Alicante          | Timo Boll          | Ovidiu Ionescu      | Kristian Karlsson Patrick Franziska |
| 2016 | Budapest          | Emmanuel Lebesson  | Simon Gauzy         | Jakub Dyjas Timo Boll               |
| 2015 | Ekaterinburg      | Dimitrij Ovtcharov | Marcos Freitas      | Tiago Apolonia Par Gerell           |
| 2013 | Schwechat         | Dimitrij Ovtcharov | Vladimir Samsonov   | Panagiotis Gionis Bastian Steger    |
| 2012 | Herning           | Timo Boll          | Tan Ruiwu           | Adrian Crisan Bastian Steger        |
| 2011 | Danzica-Sopot     | Timo Boll          | Patrick Baum        | Alexander Karakasevic Bojan Tokic   |
| 2010 | Ostrava           | Timo Boll          | Patrick Baum        | Christian Süß Werner Schlager       |
| 2009 | Stoccarda         | Michael Maze       | Werner Schlager     | Timo Boll Fedor Kuzmin              |
| 2008 | San Pietroburgo   | Timo Boll          | Vladimir Samsonov   | Werner Schlager Robert Gardos       |
| 2007 | Belgrado          | Timo Boll          | Vladimir Samsonov   | Michael Maze Dimitrij Ovtcharov     |
| 2005 | Aarhus            | Vladimir Samsonov  | Jean-Michel Saive   | Zoran Primorac Kallinikos Kreangka  |
| 2003 | Courmayeur        | Vladimir Samsonov  | Torben Wosik        | Jörg Roßkopf Timo Boll              |
| 2002 | Zagabria          | Timo Boll          | Kallinikos Kreangka | Zoran Primorac Werner Schlager      |
| 2000 | Brema             | Peter Karlsson     | Zoran Primorac      | Jan-Ove Waldner Petr Korbel         |
| 1998 | Eindhoven         | Vladimir Samsonov  | Zoran Primorac      | Jean-Philippe Gatien Trinko Keen    |
| 1996 | Bratislava        | Jan-Ove Waldner    | Jörgen Persson      | Jean-Philippe Gatien Peter Karlsson |
| 1994 | Birmingham        | Jean-Michel Saive  | Jan-Ove Waldner     | Zoran Primorac Patrick Chila        |
| 1992 | Stoccarda         | Jörg Roßkopf       | Jean-Michel Saive   | Andrzej Grubba Zoran Primorac       |
| 1990 | Göteborg          | Mikael Appelgren   | Andrzej Grubba      | Jörg Roßkopf Jean-Philippe Gatien   |
| 1988 | Parigi            | Mikael Appelgren   | Andrej Mazunov      | Jan-Ove Waldner Jörg Roßkopf        |
| 1986 | Praga             | Jörgen Persson     | Leszek Kucharski    | Andrzej Grubba Ulf Carlsson         |
| 1984 | Mosca             | Ulf Bengtsson      | Andrzej Grubba      | Dragutin Šurbek Andrej Mazunov      |
| 1982 | Budapest          | Mikael Appelgren   | Jan-Ove Waldner     | Gábor Gergely Tibor Klampár         |
| 1980 | Berna             | John Hilton        | Josef Dvoracek      | Stellan Bengtsson Jacques Secrétin  |
| 1978 | Duisburg          | Gábor Gergely      | István Jónyer       | Desmond Douglas Tibor Kreisz        |
| 1976 | Praga             | Jacques Secrétin   | Anatoli Strokatov   | Milan Orlowski Christian Martin     |
| 1974 | Novi Sad          | Milan Orlowski     | Gábor Gergely       | Kjell Johansson Dragutin Šurbek     |
| 1972 | Rotterdam         | Stellan Bengtsson  | István Jónyer       | Istvan Korpa Antun Stipančić        |
| 1970 | Mosca             | Hans Alser         | Istvan Korpa        | Kjell Johansson Stellan Bengtsson   |
| 1968 | Lione             | Dragutin Šurbek    | Janos Borszei       | Hans Alser Kjell Johansson          |
| 1966 | Londra            | Kjell Johansson    | Vladimir Miko       | Janez Teran Stefan Kollarovits      |
| 1964 | Malmö             | Kjell Johansson    | Zoltán Berczik      | Eberhard Scholer Jaroslav Stanek    |
| 1962 | Berlino           | Hans Alser         | Erich Arndt         | Eberhard Scholer Bjorne Mellstrom   |
| 1960 | Zagabria          | Zoltán Berczik     | Radu Negulescu      | Laszlo Foldi Conrad Freundorfer     |
| 1958 | Budapest          | Zoltán Berczik     | Elemer Gyetvai      | Ludvik Vyhnanovsky Vilim Harangozo  |

## Individuale femminile
| Anno | Luogo             | Vincitrice                     | Finalista                  | Semi-finaliste                                    |
| ---- | ----------------- | ------------------------------ | -------------------------- | ------------------------------------------------- |
| 2022 | Monaco di Baviera | Sofia Polcanova                | Nina Mittelham             | Shan Xiaona Sabine Winter                         |
| 2020 | Varsavia          | Petrissa Solja                 | Shan Xiaona                | Margaryta Pesotska Elizabeta Samara               |
| 2018 | Alicante          | Li Qian                        | Margaryta Pesotska         | Sofia Polcanova Katarzyna Grzybowska-Franc        |
| 2016 | Budapest          | Hu Melek                       | Yu Fu                      | Li Jie Elizabeta Samara                           |
| 2015 | Ekaterinburg      | Elizabeta Samara               | Li Jie                     | Yu Fu Polina Mikhailova                           |
| 2013 | Schwechat         | Li Fen                         | Shan Xiaona                | Yu Fu Han Ying                                    |
| 2012 | Herning           | Viktoria Pavlovich             | Yi Fang Xian               | Liu Jia Xue Li                                    |
| 2011 | Danzica-Sopot     | Li Jiao                        | Irene Ivancan              | Margaryta Pesotska Li Qian                        |
| 2010 | Ostrava           | Viktoria Pavlovich             | Liu Jia                    | Ruta Garkauskaite-Paskauskiene Hu Melek           |
| 2009 | Stoccarda         | Wu Jiaduo                      | Margaryta Pesotska         | Ruta Garkauskaite-Paskauskiene Viktoria Pavlovich |
| 2008 | San Pietroburgo   | Ruta Garkauskaite-Paskauskiene | Liu Jia                    | Krisztina Tóth Wenling Tan Monfardini             |
| 2007 | Belgrado          | Li Jiao                        | Ni Xialian                 | Irina Kotikhina Viktoria Pavlovich                |
| 2005 | Aarhus            | Liu Jia                        | Mihaela Steff              | Tamara Boroš Li Jiao                              |
| 2003 | Courmayeur        | Otilia Bădescu                 | Wenling Tan Monfardini     | Nikoleta Stefanova Silviya Erdely                 |
| 2002 | Zagabria          | Ni Xialian                     | Krisztina Tóth             | Csilla Bátorfi Tamara Boroš                       |
| 2000 | Brema             | Qianhong Gotsch-He             | Mihaela Steff              | Jie Schopp Tamara Boroš                           |
| 1998 | Eindhoven         | Ni Xialian                     | Tamara Boroš               | Nicole Struse Krisztina Tóth                      |
| 1996 | Bratislava        | Nicole Struse                  | Krisztina Tóth             | Jie Schopp Elke Schall                            |
| 1994 | Birmingham        | Marie Svensson                 | Gerdie Keen                | Nicole Struse Jie Schopp                          |
| 1992 | Stoccarda         | Bettine Vriesekoop             | Lisa Lomas-Bellinger       | Marie Hrachova Mirjam Hooman-Kloppenburg          |
| 1990 | Göteborg          | Daniela Guergueltcheva         | Yong Tu                    | Otilia Bădescu Gabriella Wirth                    |
| 1988 | Parigi            | Fljura Bulatova                | Otilia Bădescu             | Valentina Popova Renata Kasalova                  |
| 1986 | Praga             | Csilla Bátorfi                 | Fljura Bulatova            | Otilia Bădescu Lisa Lomas-Bellinger               |
| 1984 | Mosca             | Valentina Popova               | Fljura Bulatova            | Gabriella Szabó Marie Hrachova                    |
| 1982 | Budapest          | Bettine Vriesekoop             | Jill Hammersly             | Valentina Popova Ursula Kamizuru-Hirschmuller     |
| 1980 | Berna             | Valentina Popova               | Gordana Perkučin           | Ilona Uhlikova-Vostova Bettine Vriesekoop         |
| 1978 | Duisburg          | Judit Magos-Havas              | Jill Hammersly             | Ann-Kristin Hellmann Gabriella Szabó              |
| 1976 | Praga             | Jill Hammersly                 | Maria Alexandru-Golopenţa  | Ann-Kristin Hellmann Wiebke Hendriksen            |
| 1974 | Novi Sad          | Judit Magos-Havas              | Ann-Kristin Hellmann       | Svetlana Fedorova-Grinberg Soja Rudnova           |
| 1972 | Rotterdam         | Soja Rudnova                   | Beatrix Kishazi            | Ilona Uhlikova-Vostova Maria Alexandru-Golopenţa  |
| 1970 | Mosca             | Soja Rudnova                   | Ilona Uhlikova-Vostova     | Maria Alexandru-Golopenţa Rita Pogosova           |
| 1968 | Lione             | Ilona Uhlikova-Vostova         | Soja Rudnova               | Svetlana Fedorova-Grinberg Mary Wright-Shannon    |
| 1966 | Londra            | Maria Alexandru-Golopenţa      | Svetlana Fedorova-Grinberg | Eva Foldi-Koczian Marta Hejma-Luzova              |
| 1964 | Malmö             | Eva Foldi-Koczian              | Erzsebet Jurik-Heirits     | Svetlana Fedorova-Grinberg Soja Rudnova           |
| 1962 | Berlino           | Agnes Simon-Almasi             | Diane Scholer-Rowe         | Inge Harst-Muser Uschi Matthias-Fiedler           |
| 1960 | Zagabria          | Eva Foldi-Koczian              | Ilona Kerekes-Solyom       | Diane Scholer-Rowe Sarolta Lucaks-Mathe           |
| 1958 | Budapest          | Eva Foldi-Koczian              | Ann Haydon                 | Livia Mossoczy Angelica Rozeanu                   |

## Doppio maschile
| Anno | Luogo             | Vincitori                          | Finalisti                              | Semi-finalisti                                                       |
| ---- | ----------------- | ---------------------------------- | -------------------------------------- | -------------------------------------------------------------------- |
| 2022 | Monaco di Baviera | Mattias Falck Kristian Karlsson    | Robert Gardos Daniel Habesohn          | Alexis Lebrun Félix Lebrun Anton Källberg Jon Persson                |
| 2020 | Varsavia          | Lev Katsman Maksim Grebnev         | Jakub Dyjas Cédric Nuytinck            | Adam Szudi Nandor Ecseki Tiago Apolónia João Monteiro                |
| 2018 | Alicante          | Robert Gardos Daniel Habesohn      | Kristian Karlsson Mattias Falck        | Ruwen Filus Ricardo Walther Patrick Franziska Jonathan Groth         |
| 2016 | Budapest          | Patrick Franziska Jonathan Groth   | Jakub Dyjas Daniel Gorak               | Kristian Karlsson Mattias Karlsson Tiago Apolonia Joao Geraldo       |
| 2015 | Ekaterinburg      | Stefan Fegerl Joao Monteiro        | Robert Gardos Daniel Habesohn          | Kristian Karlsson Mattias Karlsson Alexander Shibaev Kirill Skachkov |
| 2013 | Schwechat         | Tan Ruiwu Wang Zeng Yi             | Robert Gardos                          | He Zhiwen Carlos Machado Marcos Freitas Tiago Apolonia               |
| 2012 | Herning           | Robert Gardos Daniel Habesohn      | Kristian Karlsson Mattias Karlsson     | Mikhail Paykov Alexey Liventsov Dimitrij Ovtcharov Vladimir Samsonov |
| 2011 | Danzica-Sopot     | Marcos Freitas Andrej Gacina       | Alexander Shibaev Kirill Skachkov      | Mikhail Paykov Alexey Liventsov Alexander Karakasevic Bojan Tokic    |
| 2010 | Ostrava           | Timo Boll Christian Süß            | Kasper Sternberg Jonathan Groth        | Jens Lundqvist Pär Gerell Yevhen Pryshchepa Kou Lei                  |
| 2009 | Stoccarda         | Timo Boll Christian Süß            | Lucjan Błaszczyk Wang Zeng Yi          | Damien Eloi Emmanuel Lebesson Alexander Karakasevic Bojan Tokic      |
| 2008 | San Pietroburgo   | Timo Boll Christian Süß            | Werner Schlager Trinko Keen            | Jon Persson Robert Svensson Marcos Freitas Tiago Apolonia            |
| 2007 | Belgrado          | Timo Boll Christian Süß            | Lucjan Błaszczyk Tan Ruiwu             | Dmitri Mazunov Aleksej Smirnov Patrick Chila Werner Schlager         |
| 2005 | Aarhus            | Werner Schlager Karl Jindrak       | Kallinikos Kreangka Vladimir Samsonov  | Dmitri Mazunov Aleksej Smirnov Timo Boll Christian Süß               |
| 2003 | Courmayeur        | Evgeni Chtchetinine Chen Weixing   | Dmitri Mazunov Aleksej Smirnov         | Werner Schlager Karl Jindrak Slobodan Grujic Alexander Karakasevic   |
| 2002 | Zagabria          | Zoltan Fejer-Konnerth Timo Boll    | Lucjan Błaszczyk Tomasz Krszeszewski   | Damien Eloi Patrick Chila Danny Heister Trinko Keen                  |
| 2000 | Brema             | Jean-Philippe Gatien Patrick Chila | Ilija Lupulesku Kallinikos Kreangka    | Werner Schlager Karl Jindrak Thomas Keinath Lars Hielscher           |
| 1998 | Eindhoven         | Jörg Roßkopf Vladimir Samsonov     | Ilija Lupulesku Kallinikos Kreangka    | Jan-Ove Waldner Jörgen Persson Werner Schlager Karl Jindrak          |
| 1996 | Bratislava        | Jan-Ove Waldner Jörgen Persson     | Andrzej Grubba Lucjan Błaszczyk        | Jörg Roßkopf Steffen Fetzner Zoran Kalinić Kallinikos Kreangka       |
| 1994 | Birmingham        | Zoran Kalinić Kallinikos Kreangka  | Zoran Primorac Jean-Michel Saive       | Jörg Roßkopf Steffen Fetzner Vladimir Samsonov Christian Dreher      |
| 1992 | Stoccarda         | Erik Lindh Jörgen Persson          | Mikael Appelgren Jan-Ove Waldner       | Peter Karlsson Thomas Von Scheele Ilija Lupulesku Slobodan Grujic    |
| 1990 | Göteborg          | Zoran Primorac Ilija Lupulesku     | Jörg Roßkopf Steffen Fetzner           | Peter Karlsson Thomas Von Scheele Andrej Mazunov Dmitri Mazunov      |
| 1988 | Parigi            | Mikael Appelgren Jan-Ove Waldner   | Zoran Primorac Ilija Lupulesku         | Erik Lindh Jörgen Persson Leszek Kucharski Andrzej Grubba            |
| 1986 | Praga             | Erik Lindh Jan-Ove Waldner         | Ulf Carlsson Mikael Appelgren          | Dragutin Šurbek Zoran Kalinić Zoran Primorac Ilija Lupulesku         |
| 1984 | Mosca             | Dragutin Šurbek Zoran Kalinić      | Erik Lindh Jan-Ove Waldner             | Jacques Secrétin Patrick Birocheau Ulf Bengtsson Ulf Carlsson        |
| 1982 | Budapest          | Dragutin Šurbek Zoran Kalinić      | István Jónyer Gábor Gergely            | Jacques Secrétin Patrick Birocheau Ulf Bengtsson Erik Lindh          |
| 1980 | Berna             | Jacques Secrétin Patrick Birocheau | Antun Stipančić Dragutin Šurbek        | Gábor Gergely Milan Orlowski István Jónyer Tibor Klampár             |
| 1978 | Duisburg          | Gábor Gergely Milan Orlowski       | Jochen Leiss Peter Stellwag            | Antun Stipančić Dragutin Šurbek Milivoj Karakasevic Zoran Kosanovic  |
| 1976 | Praga             | Kjell Johansson Stellan Bengtsson  | Milan Orlowski Jaroslav Kunz           | Antun Stipančić Dragutin Šurbek Ingemar Wikstrom Bela Frank          |
| 1974 | Novi Sad          | István Jónyer Tibor Klampár        | Kjell Johansson Stellan Bengtsson      | Antun Stipančić Dragutin Šurbek Stanislav Gomoskov Sarkis Sarkhojan  |
| 1972 | Rotterdam         | Peter Rozsas István Jónyer         | Tibor Klampár Stellan Bengtsson        | Eberhard Scholer János Börzsei Jiri Turai Milan Orlowski             |
| 1970 | Mosca             | Antun Stipančić Dragutin Šurbek    | Hans Alser Kjell Johansson             | Anatolij Amelin Stanislav Gomoskov István Jónyer Tibor Klampár       |
| 1968 | Lione             | Edvard Vecko Antun Stipančić       | Hans Alser Kjell Johansson             | Anatolij Amelin Stanislav Gomoskov Matyas Beleznai István Jónyer     |
| 1966 | Londra            | Hans Alser Kjell Johansson         | Vladimir Miko Jaroslav Stanek          | Istvan Korpa Edvard Vecko Anatolij Amelin Stanislav Gomoskov         |
| 1964 | Malmö             | Vladimir Miko Jaroslav Stanek      | Hans Alser Kjell Johansson             | Zoltán Berczik Peter Rozsas Janos Fahazi Laszlo Pignitsky            |
| 1962 | Berlino           | Vojislav Markovic Janez Teran      | Istvan Korpa Edvard Vecko              | Dieter Forster Eberhard Scholer Hans Jell Karl Wegrath               |
| 1960 | Zagabria          | Ferenc Sido Zoltán Berczik         | Alguimantas Saunoris Rimas Paskevicius | Tony Larsson Josip Vogrinc Walter Dugardin Georges Roland            |
| 1958 | Budapest          | Ludvik Vyhnanovsky Ladislav Stipek | Toma Reiter Otto Bottner               | Matei Gantner Tiberiu Harasztosi Helmut Hanschmann Heinz Haupt       |

## Doppio femminile
| Anno | Luogo             | Vincitrici                                          | Finaliste                                            | Semi-finaliste                                                                                   |
| ---- | ----------------- | --------------------------------------------------- | ---------------------------------------------------- | ------------------------------------------------------------------------------------------------ |
| 2022 | Monaco di Baviera | Sofia Polcanova Bernadette Szőcs                    | Andreea Dragoman Elizabeta Samara                    | Sarah De Nutte Ni Xialian Adina Diaconu Marìa Xiao                                               |
| 2020 | Varsavia          | Petrissa Solja Shan Xiaona                          | Nina Mittelham Sabine Winter                         | Stéphanie Loeuillette Jia Nan Yuan Ganna Gaponova Tetyana Bilenko                                |
| 2018 | Alicante          | Nina Mittelham Kristin Lang                         | Sofia Polcanova Yana Noskova                         | Ni Xialian Sarah De Nutte Matilda Ekholm Georgina Pota                                           |
| 2016 | Budapest          | Kristin Silbereisen Sabine Winter                   | Shan Xiaona Petrissa Solja                           | Elizabeta Samara Daniela Dodean Szandra Pergel Dora Madarasz                                     |
| 2015 | Ekaterinburg      | Hu Melek Shen Yanfei                                | Georgina Pota Elizabeta Samara                       | Li Jie Li Qian Han Ying Irene Ivancan                                                            |
| 2013 | Schwechat         | Petrissa Solja Sabine Winter                        | Zhenqui Barthel-Sun Shan Xiaona                      | Galia Dvorak Matilda Ekholm Sara Ramirez Shen Yanfei                                             |
| 2012 | Herning           | Elizabeta Samara Daniela Dodean                     | Krisztina Tóth Georgina Pota                         | Kristin Silbereisen Wu Jiaduo Dora Csilla Madarasz Britt Eerland                                 |
| 2011 | Danzica-Sopot     | Oksana Fadeeva Ruta Garkauskaite-Paskauskiene       | Elizabeta Samara Daniela Dodean                      | Li Jie Elena Timina Krisztina Tóth Georgina Pota                                                 |
| 2010 | Ostrava           | Oksana Fadeeva Ruta Garkauskaite-Paskauskiene       | Li Jie Elena Timina                                  | Elizabeta Samara Daniela Dodean Krisztina Tóth Georgina Pota                                     |
| 2009 | Stoccarda         | Elizabeta Samara Daniela Dodean                     | Wenling Tan Monfardini Nikoleta Stefanova            | Oksana Fadeeva Ruta Garkauskaite-Paskauskiene Zhenqi Barthel-Sun Kristin Silbereisen             |
| 2008 | San Pietroburgo   | Krisztina Tóth Georgina Pota                        | Wenling Tan Monfardini Nikoleta Stefanova            | Veronika Pavlovich Oksana Fadeeva Natalia Partyka Xu Jie                                         |
| 2007 | Belgrado          | Viktoria Pavlovich Svetlana Ganina                  | Krisztina Tóth Georgina Pota                         | Elke Schall Wu Jiaduo Wenling Tan Monfardini Nikoleta Stefanova                                  |
| 2005 | Aarhus            | Tamara Boroš Mihaela Steff                          | Csilla Bátorfi Krisztina Tóth                        | Irina Balina Svetlana Ganina Wenling Tan Monfardini Nikoleta Stefanova                           |
| 2003 | Courmayeur        | Tamara Boroš Mihaela Steff                          | Csilla Bátorfi Krisztina Tóth                        | Irina Balina Svetlana Ganina Ana-Maria Erdely Silviya Erdely                                     |
| 2002 | Zagabria          | Tamara Boroš Mihaela Steff                          | Tatsiana Kostromina Viktoria Pavlovich               | Jolanta Prusiene-Daniliavichute Ruta Garkauskaite-Paskauskiene Irina Balina Svetlana Ganina      |
| 2000 | Brema             | Csilla Bátorfi Krisztina Tóth                       | Peggy Regenwetter Ni Xialian                         | Nicole Struse Elke Schall Marie Svensson Åsa Svensson                                            |
| 1998 | Eindhoven         | Nicole Struse Elke Schall                           | Otilia Bădescu Marie Svensson                        | Pernilla Pettersson Åsa Svensson Tamara Boroš Mihaela Steff                                      |
| 1996 | Bratislava        | Nicole Struse Elke Schall                           | Bettine Vriesekoop Emily Noor                        | Jolanta Prusiene-Daniliavichute Ruta Garkauskaite-Paskauskiene Otilia Bădescu Emilia Elena Ciosu |
| 1994 | Birmingham        | Csilla Bátorfi Krisztina Tóth                       | Elena Timina Irina Balina                            | Jolanta Prusiene-Daniliavichute Ruta Garkauskaite-Paskauskiene Sylvie Plaisant Anne Boileau      |
| 1992 | Stoccarda         | Gordana Perkučin Jasna Fazlić                       | Gabriella Wirth Csilla Bátorfi                       | Elena Timina Irina Balina Bettine Vriesekoop Mirjam Hooman-Kloppenburg                           |
| 1990 | Göteborg          | Gabriella Wirth Csilla Bátorfi                      | Elena Timina Irina Balina                            | Valentina Popova Galina Melnik Xiaoming Drechou-Wang Emmanuelle Coubat                           |
| 1988 | Parigi            | Edith Urban Csilla Bátorfi                          | Fljura Bulatova Elena Kovtun                         | Maria Lunescu-Alboiu Otilia Bădescu Marie Hrachova Renata Kasalova                               |
| 1986 | Praga             | Fljura Bulatova Elena Kovtun                        | Bettine Vriesekoop Marie Hrachova                    | Maria Lunescu-Alboiu Otilia Bădescu Barbro Wiktorsson Marie Svensson                             |
| 1984 | Mosca             | Valentina Popova Narine Antonjan                    | Branka Batinic Gordana Perkučin                      | Bettine Vriesekoop Marie Hrachova Gabriella Szabó Edith Urban                                    |
| 1982 | Budapest          | Fljura Bulatova Inna Kovalenko                      | Sandra De Kruiff Bettine Vriesekoop                  | Jill Hammersley Linda Jarvis-Howard Judit Magos-Havas Gabriella Szabó                            |
| 1980 | Berna             | Valentina Popova Narine Antonjan                    | Maria Alexandru-Golopenţa Liana Mihut-Urzica-Macean  | Jill Hammersley Linda Jarvis-Howard Jolanta Szatko-Nowak Malgorzata Urbanska                     |
| 1978 | Duisburg          | Maria Alexandru-Golopenţa Liana Mihut-Urzica-Macean | Judit Magos-Havas Gabriella Szabó                    | Valentina Popova Narine Antonjan Ilona Uhlikova-Vostova Blanca Silhanova                         |
| 1976 | Praga             | Jill Hammersley Linda Jarvis-Howard                 | Alice Grofova-Chladkova Jana Dubinova                | Agnes Simon-Almasi Monika Kneip-Stumpe Claude Bergeret Brigitte Thiriet                          |
| 1974 | Novi Sad          | Judit Magos-Havas Henriette Lotaller                | Maria Alexandru-Golopenţa Alice Grofova-Chladkova    | Soja Rudnova Asta Stankene-Gedraitie Eleonora Vlaicov-Mihalca Magdalena Leszay                   |
| 1972 | Rotterdam         | Judit Magos-Havas Henriette Lotaller                | Jill Hammersley Beatrix Kishazi                      | Svetlana Fedorova-Grinberg Soja Rudnova Maria Alexandru-Golopenţa Carmen Crisan                  |
| 1970 | Mosca             | Svetlana Fedorova-Grinberg Soja Rudnova             | Diane Scholer-Rowe Agnes Simon-Almasi                | Maria Alexandru-Golopenţa Carmen Crisan Danuta Calinska-Szmidt Czeslawa Noworita                 |
| 1968 | Lione             | Marta Hejma-Luzova Jitka Karlikova                  | Svetlana Fedorova-Grinberg Soja Rudnova              | Maria Alexandru-Golopenţa Eleonora Vlaicov-Mihalca Mary Wright-Shannon Karenza Mathews-Smith     |
| 1966 | Londra            | Eva Foldi-Koczian Erzsebet Jurik-Heirits            | Marta Hejma-Luzova Irena Mikocsiova-Bosa             | Diane Scholer-Rowe Mary Wright-Shannon Agnes Simon-Almasi Edit Wetzel-Buchholz                   |
| 1964 | Malmö             | Diane Scholer-Rowe Mary Wright-Shannon              | Ella Constantinescu-Zeller Maria Alexandru-Golopenţa | Sarolta Lukacs-Mathe Angela Papp Svetlana Fedorova-Grinberg Dzidra Lukina                        |
| 1962 | Berlino           | Diane Scholer-Rowe Mary Wright-Shannon              | Agnes Simon-Almasi Inge Harst-Muser                  | Birgitta Tegner Britt Andersson Oda Mielenhausen Ilse Lantermann                                 |
| 1960 | Zagabria          | Angelica Rozeanu Maria Alexandru-Golopenţa          | Eva Foldi-Koczian Sarolta Lukacs-Mathe               | Gizella Lantos-Gervai-Farkas Ilona Kerekes-Solyom Diane Scholer-Rowe Kathleen Thompson-Best      |
| 1958 | Budapest          | Angelica Rozeanu Ella Constantinescu-Zeller         | Livia Mossoczy Eva Foldi-Koczian                     | Gizella Lantos-Gervai-Farkas Ilona Kerekes-Solyom Ann Haydon Diane Scholer-Rowe                  |

## Doppio misto
| Anno | Luogo             | Vincitori                                            | Finalisti                                            | Semi-finalisti                                                                              |
| ---- | ----------------- | ---------------------------------------------------- | ---------------------------------------------------- | ------------------------------------------------------------------------------------------- |
| 2022 | Monaco di Baviera | Emmanuel Lebesson Jia Nan Yuan                       | Ovidiu Ionescu Bernadette Szőcs                      | Robert Gardos Sofia Polcanova Lubomír Pištej Barbora Balážová                               |
| 2020 | Varsavia          | Dang Qiu Nina Mittelham                              | Lubomír Pištej Barbora Balážová                      | Simon Gauzy Prithika Pavade Emmanuel Lebesson Jia Nan Yuan                                  |
| 2018 | Alicante          | Ruwen Filus Han Ying                                 | Stefan Fegerl Sofia Polcanova                        | Patrick Franziska Petrissa Solja Alexander Karakasevic Ruta Garkauskaite-Paskauskiene       |
| 2016 | Budapest          | Joao Monteiro Daniela Dodean                         | Mattias Karlsson Matilda Ekholm                      | Ovidiu Ionescu Bernadette Szőcs Alexander Karakasevic Ruta Garkauskaite-Paskauskiene        |
| 2013 | Buzău             | Antonin Gavlas Renata Strbikova                      | Lubomir Pistej Barbora Balazova                      | Andrei Filimon Elizabeta Samara Michal Obeslo Hana Matelová                                 |
| 2012 | Buzău             | Andrei Filimon Elizabeta Samara                      | Vang Bora Hu Melek                                   | Pavel Platonov Alexandra Privalova Ovidiu Ionescu Bernadette Szőcs                          |
| 2011 | Istanbul          | Andrei Filimon Elizabeta Samara                      | Alexander Karakasevic Ruta Garkauskaite-Paskauskiene | Pavel Platonov Alexandra Privalova Adrian Crisan Hu Melek                                   |
| 2010 | Subotica          | Vang Bora He Sirin                                   | Marko Jevtović Hu Melek                              | Evgeni Cthchetinine Viktoria Pavlovich Alexander Karakasevic Ruta Garkauskaite-Paskauskiene |
| 2009 | Subotica          | Alexander Karakasevic Ruta Garkauskaite-Paskauskiene | Evgeni Cthchetinine Viktoria Pavlovich               | Andrei Filimon Elizabeta Samara Vang Bora He Sirin                                          |
| 2007 | Belgrado          | Alexander Karakasevic Ruta Garkauskaite-Paskauskiene | Fedor Kuzmin Oksana Fadeeva                          | Aleksej Smirnov Krisztina Tóth Ferenc Pazsy Georgina Pota                                   |
| 2005 | Aarhus            | Alexander Karakasevic Ruta Garkauskaite-Paskauskiene | Chen Weixing Viktoria Pavlovich                      | Werner Schlager Liu Jia Aleksej Smirnov Krisztina Tóth                                      |
| 2003 | Courmayeur        | Werner Schlager Krisztina Tóth                       | Chen Weixing Viktoria Pavlovich                      | Lucjan Błaszczyk Otilia Bădescu Damien Eloi Anne-Claire Mie-Palut                           |
| 2002 | Zagabria          | Lucjan Błaszczyk Ni Xialian                          | Alexander Karakasevic Ruta Garkauskaite-Paskauskiene | Chen Weixing Viktoria Pavlovich Werner Schlager Liu Jia                                     |
| 2000 | Brema             | Alexander Karakasevic Ruta Garkauskaite-Paskauskiene | Ilija Lupulesku Marie Svensson                       | Ntaniel Tsiokas Jie Schopp Roko Tošić Sandra Paovic                                         |
| 1998 | Eindhoven         | Ilija Lupulesku Otilia Bădescu                       | Erik Lindh Marie Svensson                            | Evgeni Chtchetinine Tatsiana Kostromina Yang Min Alessia Arisi                              |
| 1996 | Bratislava        | Vladimir Samsonov Krisztina Tóth                     | Kallinikos Kreangka Otilia Bădescu                   | Lucjan Błaszczyk Emilia Elena Ciosu Maksim Shmyryev Galina Melnik                           |
| 1994 | Birmingham        | Zoran Primorac Csilla Bátorfi                        | Kallinikos Kreangka Otilia Bădescu                   | Jaromir Truksa Valentina Popova Lucjan Błaszczyk Els Billen                                 |
| 1992 | Stoccarda         | Kallinikos Kreangka Otilia Bădescu                   | Jean-Philippe Gatien Xiaoming Drechou-Wang           | Thomas Von Scheele Marie Svensson Zoran Primorac Csilla Bátorfi                             |
| 1990 | Göteborg          | Jean-Philippe Gatien Xiaoming Drechou-Wang           | Jean-Michel Saive Gabriella Wirth                    | Steffen Fetzner Olga Nemes Yi Ding Daniela Guergueltcheva                                   |
| 1988 | Parigi            | Ilija Lupulesku Jasna Fazlić                         | Andrzej Grubba Bettine Vriesekoop                    | Ulf Carlsson Edith Urban Călin Creangă Otilia Bădescu                                       |
| 1986 | Praga             | Jindrich Pansky Marie Hrachova                       | Ilija Lupulesku Gordana Perkučin                     | Dragutin Šurbek Branka Batinic Milan Orlowski Alena Suchankova-Safarova                     |
| 1984 | Mosca             | Jacques Secrétin Valentina Popova                    | Jindrich Pansky Marie Hrachova                       | Dragutin Šurbek Branka Batinic Andrzej Grubba Bettine Vriesekoop                            |
| 1982 | Budapest          | Andrzej Grubba Bettine Vriesekoop                    | Dragutin Šurbek Branka Batinic                       | Igor Podnosov Valentina Popova Josef Dvoracek Blanca Silhanova                              |
| 1980 | Berna             | Milan Orlowski Ilona Uhlikova-Vostova                | Desmond Douglas Linda Jarvis-Howard                  | Antun Stipančić Erzsebet Palatinus István Jónyer Gabriella Szabó                            |
| 1978 | Duisburg          | Wilfried Lieck Wiebke Hendriksen                     | Tibor Klampár Gabriella Szabó                        | Sarkis Sarkhojan Anita Zakharjan Anatoli Strokatov Valentina Popova                         |
| 1976 | Praga             | Antun Stipančić Erzsebet Palatinus                   | Milan Orlowski Ilona Uhlikova-Vostova                | Stanislav Gomoskov Soja Rudnova Jacques Secrétin Claude Bergeret                            |
| 1974 | Novi Sad          | Stanislav Gomoskov Soja Rudnova                      | Milan Orlowski Alice Grofova-Chladkova               | Antun Stipančić Maria Alexandru-Golopenţa Jacques Secrétin Claude Bergeret                  |
| 1972 | Rotterdam         | Stanislav Gomoskov Soja Rudnova                      | Stellan Bengtsson Lena Andersson                     | István Jónyer Judit Magos-Havas Milan Orlowski Ilona Uhlikova-Vostova                       |
| 1970 | Mosca             | Stanislav Gomoskov Soja Rudnova                      | Sarkis Sarkhojan Rita Pogosova                       | Denis Neale Mary Wright-Shannon Anatolj Amelin Svetlana Fedorova-Grinberg                   |
| 1968 | Lione             | Stanislav Gomoskov Soja Rudnova                      | Dorin Giurgiuca Maria Alexandru-Golopenţa            | Denis Neale Mary Wright-Shannon Anatolj Amelin Svetlana Fedorova-Grinberg                   |
| 1966 | Londra            | Vladimir Miko Marta Hejma-Luzova                     | Chester Barnes Mary Wright-Shannon                   | Peter Rozsas Sarolta Lucaks-Mathe Dorin Giurgiuca Maria Alexandru-Golopenţa                 |
| 1964 | Malmö             | Peter Rozsas Sarolta Lucaks-Mathe                    | Vladimir Miko Marta Hejma-Luzova                     | Janos Fahazi Erzsebet Jurik-Heirits Lothar Pleuse Doris Hovestadt-Kalweit                   |
| 1962 | Berlino           | Hans Alser Inge Harst-Muser                          | Eberhard Scholer Agnes Simon-Almasi                  | Vojislav Markovic Monique Alber Robert Stevens Diane Scholer-Rowe                           |
| 1960 | Zagabria          | Gheorge Cobirzan Maria Alexandru-Golopenţa           | Radu Negulescu Angelica Rozeanu                      | Zoltan Bubonyi Sarolta Lucaks-Mathe Tiberiu Kovaci Georgita Pitica-Strugaru                 |
| 1958 | Budapest          | Zoltán Berczik Gizella Lantos-Gervai-Farkas          | Ferenc Sido Eva Foldi-Koczian                        | Elemer Gyetvai Livia Mossoczy Tiberiu Harasztozi Angelica Rozeanu                           |